# Quararibea funebris
Espèce
Quararibea funebris est le nom scientifique d'un arbre de la famille des Malvacées, endémique du Mexique où il est connu sous les noms de cacahuaxochitl ou flor de cacao (ou rosita de cacao). Il est utilisé depuis des siècles comme plante médicinale et comme un des ingrédients d'une boisson traditionnelle de l'État de Oaxaca connue sous le nom de tejate.

## Histoire
La flor de cacao est utilisée depuis des siècles par Zapotèques comme antipyrétique, remède contre la toux et régulateur de la menstruation.

## Biologie
Des études menées sur les fleurs ont permis la découverte de nouveaux alcaloïdes lactones pyrroles baptisées funebrine, funebral et funebradiol.